# Kirche Schwarzbach (Elterlein)

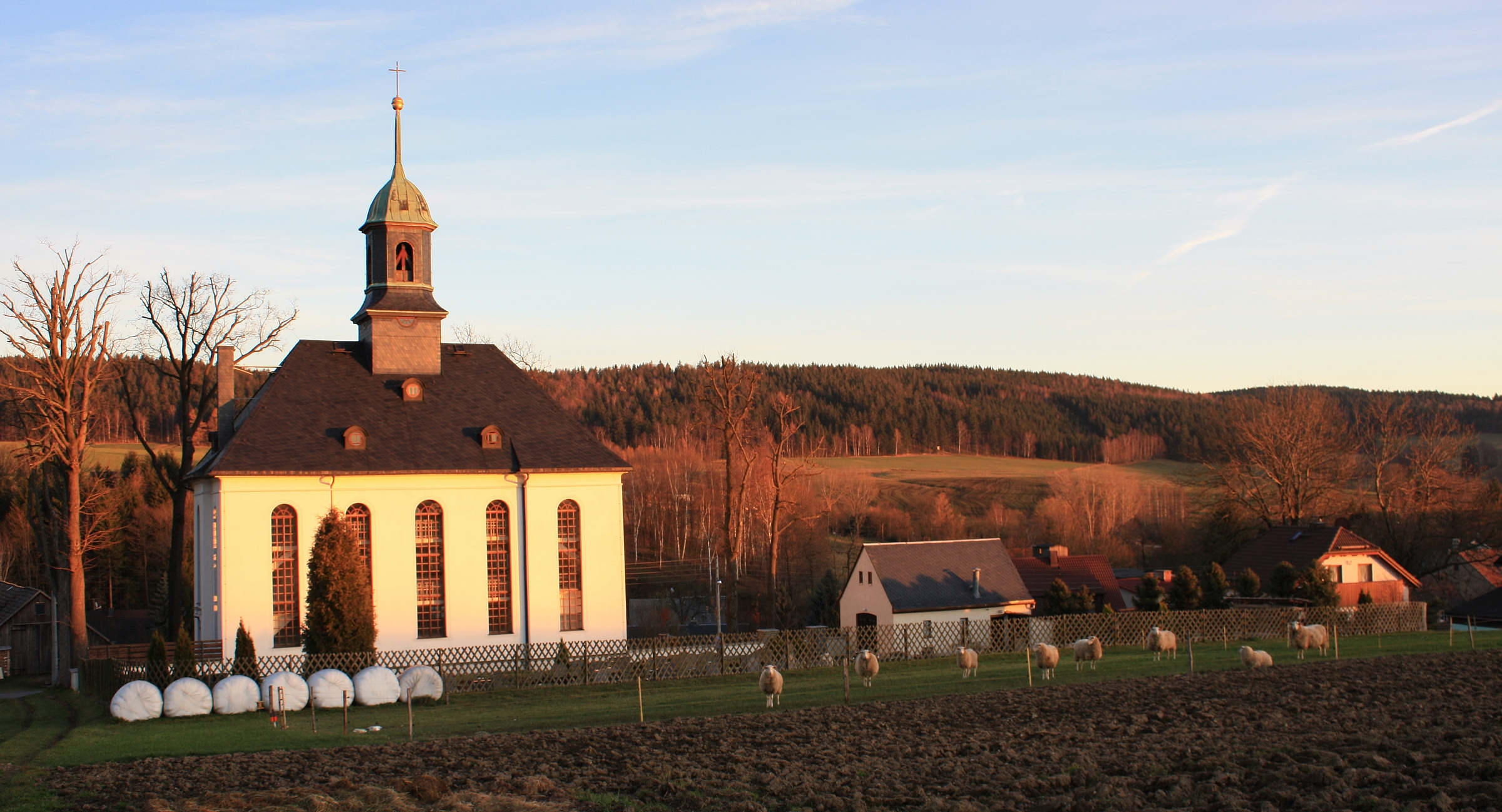
Kirche und Friedhof

Die evangelisch-lutherische Kirche in Schwarzbach ist eine klassizistische Saalkirche im Elterleiner Ortsteil Schwarzbach im sächsischen Erzgebirgskreis.

## Geschichte
Am Südende des 1240 zum Kloster Grünhain geschlagenen Ortes Schwarzbach befand sich vermutlich seit der Besiedlung eine kleine Kapelle, die auf dem Ur-Oeder-Blatt 10b/11 als „Kirchel“ bezeichnet wird und vermutlich im Verlauf des Dreißigjährigen Krieges zerstört wurde. Sieber bringt diesen ersten „Schwarzbacher“ Kirchenbau, freilich auf Mittweidaer Flur gelegen, in Verbindung mit der „sagenhafte[n] Michaeliskapelle“.
Der 1529 von den Schwarzbachern im Rahmen der ersten evangelischen Visitation geäußerte Wunsch nach Gründung eines eigenen Kirchspiels scheiterte an der schlechten finanziellen Lage der Gemeinde, die damit weiterhin nach Markersbach eingepfarrt blieb.
Nach einem erneuten Ersuchen 1835 beim Königlich Sächsischen Kultusministerium wurde die Genehmigung zum Bau erteilt. Im Jahr nach der Grundsteinlegung wurde die Kirche am 15. Oktober 1837 geweiht. Die Baukosten beliefen sich auf etwa 6500 Taler. Der Bauplaner Johann Traugott Lohse aus Schlettau starb während der Bauarbeiten im Alter von 76 Jahren.
1870 baute man ein Pfarrhaus neben die Kirche. 1927 wurde in Gedenken an die Gefallenen im Ersten Weltkrieg ein Kriegerdenkmal an der Südseite der Kirche eingeweiht, das 2006 wegen Baufälligkeit abgetragen wurde. Zu DDR-Zeiten wurde auf dem Friedhofsgelände als erstes NAW-Projekt im Ort eine Totenhalle gebaut.
1963 wurde das Uhrwerk elektrifiziert und das Zifferblatt illuminiert. 1993 folgten eine elektrische Bankheizung sowie Erneuerungen der Fassade, Fenster, Portale und der Heizung.
Die Kirchgemeinde Schwarzbach fusionierte 1937 mit Elterlein zur „Ev.-luth. Kirchgemeinde Elterlein mit Schwarzbach“. Es existieren ein Flötenkreis, ein Kirchenchor und es werden Kantorei- und Orgelkonzerte veranstaltet.

## Architektur
Die Kirche ist als Putzbau mit geraden Ostschluss und hohen Rundbogenfenstern ausgeführt. Das Walmdach ist mit einem verschieferten Dachreiter versehen.
Der vornehmlich in Weiß, Gold und Hellblau gefasste Innenraum ist mit zweigeschossigen Emporen und Logeneinbauten versehen. Die Ausstattung stammt aus der Zeit der Erbauung. Die Orgel wurde 1837 von Christian Gottlob Steinmüller gebaut. Altar und Kanzel wurden von Tischlermeister Zeidler aus Adorf angefertigt, den Tauftisch mit Becken schuf Tischlermeister Wappler aus Bernsbach.

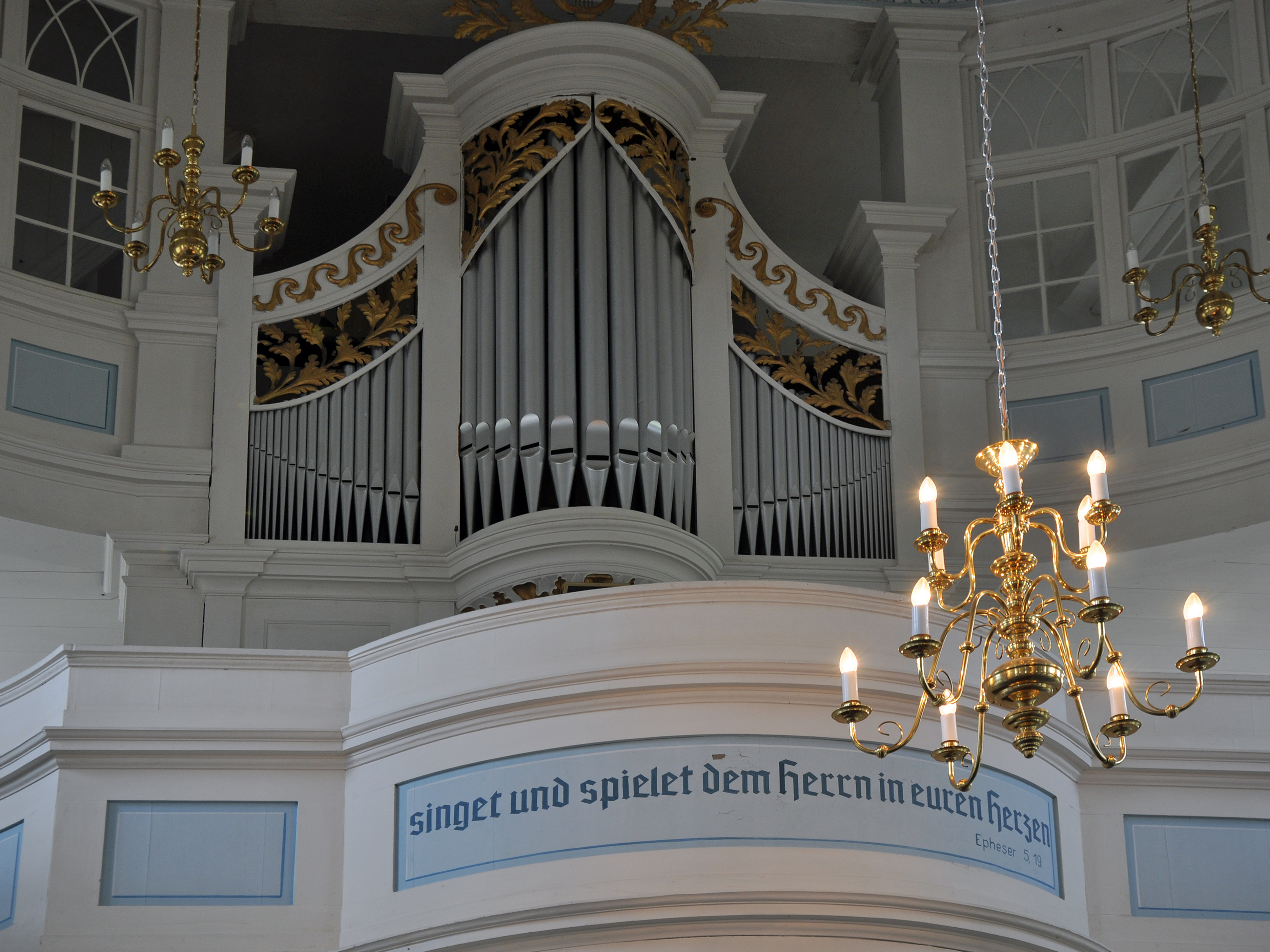
Steinmüller-Orgel
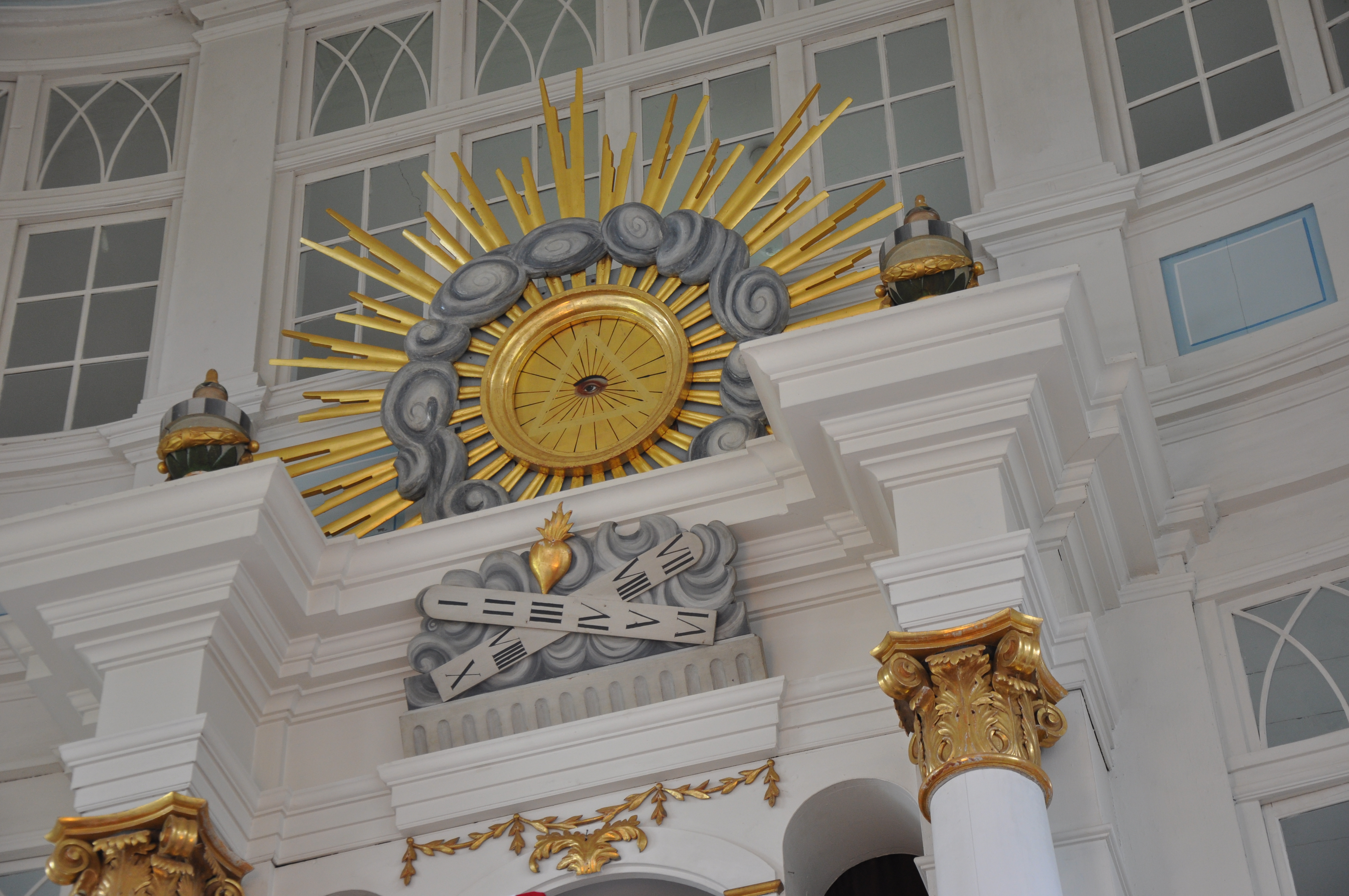
Detail Altar
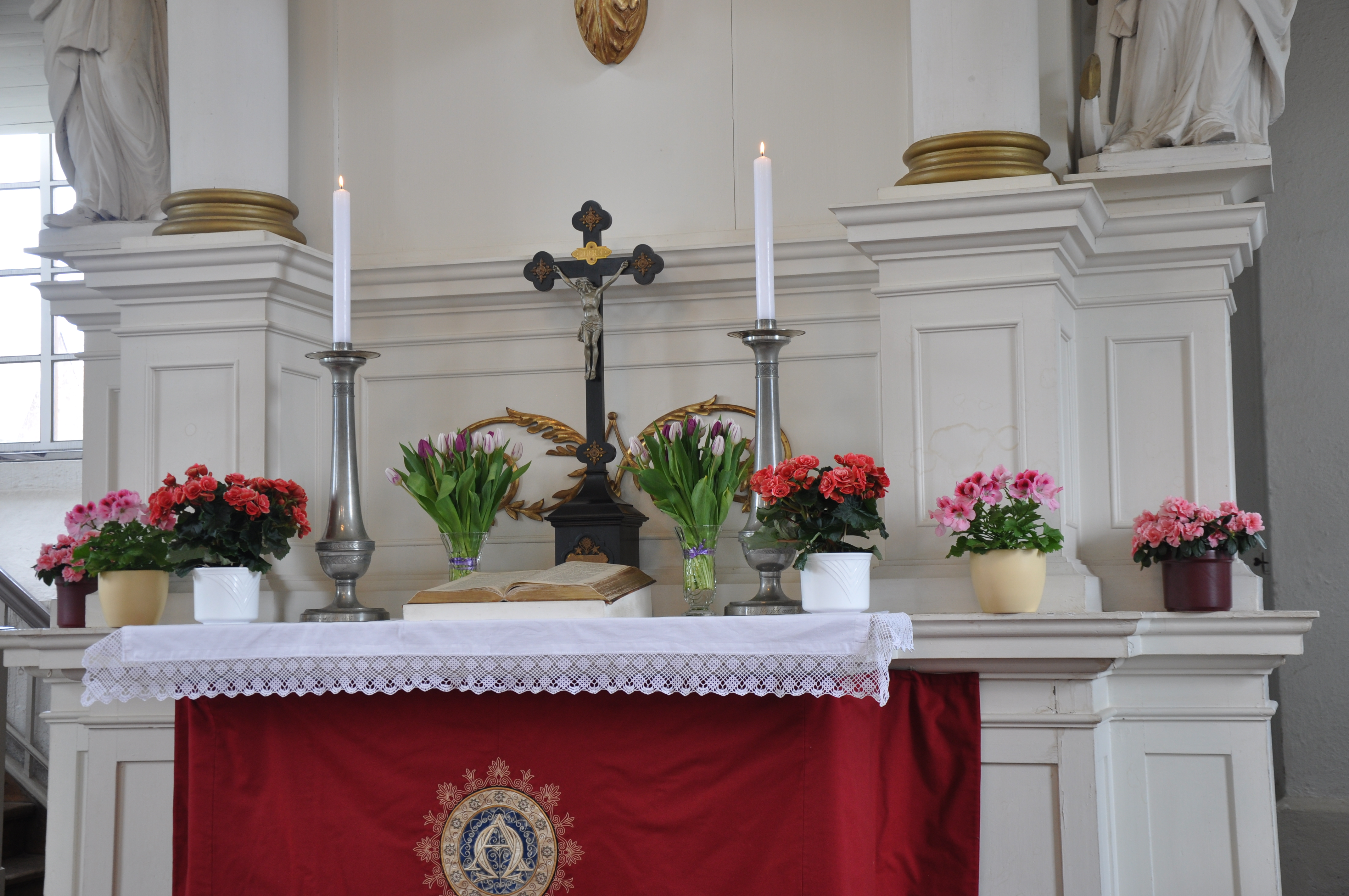
Altar

## Geläut
Nachdem 1917 die mittlere und kleine Glocke eingeschmolzen wurden, finanzierten 1924 einige einheimische Investoren den Guss neuer Glocken (cis 104 kg und gis 155 kg). 1949 komplettierten zwei weitere Bronzeglocken das Geläut, das 1994 elektrifiziert wurde. Heute besteht das Schwarzbacher Geläut aus - d (2 Strich) (150 kg) / f (2 Strich) (100 kg) / g (2 Strich) (60 kg) („Te-Deum-Geläut“).